# International S-series (1978)
 Серия International S — это линейка грузовиков, которые производились компанией International Harvester (позже Navistar International) с 1977 по 2001 год. Представленная для объединения грузовиков IHC Loadstar средней грузоподъемности и IHC Fleetstar большой грузоподъемности в единую линейку продуктов, серия S занимает место ниже обычных Transtar и Paystar Class 8.

## S-Series (1955)
Обозначение модели серии S было впервые использовано компанией International Harvester в 1950-х годах. Во время производства 1955 года семейство моделей International R series претерпело обновление: компания International переименовала свои грузовики малой и средней грузоподъемности в S-серию.
Обозначение модели использовалось до 1957 года, когда International представила семейство моделей International A-series как совершенно новый дизайн.